# César-Henri Monvert
César-Henri Monvert, né le 28 août 1784 à Neuchâtel et mort le 8 juin 1848 à Neuchâtel, est un pasteur, professeur, bibliothécaire et caricaturiste suisse.

## Biographie
César-Henri Monvert est le fils de Marguerite Vincent et de Samuel Convert, maire de Les Verrières, châtelain puis receveur du Val-de-Travers. César-Henri Monvert étudie à l'Auditoire de théologie de Neuchâtel et est consacré en 1807. Fraîchement diplômé, il est aussitôt nommé diacre de Valangin, puis successivement suffragant à Serrières-Peseux, ministre du vendredi à Neuchâtel (à la suite de Charles-Louis Lardy) et chapelain de l'hôpital Pourtalès. Le 31 mai 1815, il est engagé comme aumônier du second bataillon d'élite des troupes fédérales, bataillon commandé par Samuel de Marval.
En 1819, après plus de dix années d’exercice du saint ministère, César-Henri Monvert prend congé de la Classe des pasteurs et devient gouverneur pour le compte de la puissante famille de Pourtalès. Là, il est chargé de l'éducation des deux fils du comte Frédéric de Pourtalès et de son épouse Marie Louise Elisabeth de Pourtalès née Castellane : Albert Alexandre de Pourtalès et Albert Guillaume de Pourtalès. En vertu de sa nouvelle fonction de précepteur, César-Henri Monvert voyage et élargit ses connaissances. C'est dans ce contexte qu'il rencontre le peintre Gabriel Lory pour qui il rédigera plus tard les textes des volumes illustrés à succès que sont : Voyage pittoresque de l'Oberland bernois, Souvenirs de la Suisse et Costumes suisses.
En 1838, libéré de ses obligations auprès de la famille de Pourtalès-Castellane, il est nommé bibliothécaire de la ville de Neuchâtel. En fait, César-Henri Monvert est membre de la commission littéraire de cette institution depuis 1815 déjà. C'est sous sa supervision que la bibliothèque de Neuchâtel s'installe dans le bâtiment du Collège latin inauguré le 17 août 1835. Pendant dix ans, César-Henri Monvert administre la bibliothèque avec talent et l'on vient d'ailleurs chercher ses conseils. Lui-même bibliophile, il constitue une considérable collection de livres dans la maison qu'il occupe, face à l'ancien port de la ville, avec son épouse. En effet, César-Henri Monvert a épousé en 1840 Julie-Ernestine Monvert née Droz, une artiste peintre un temps coloriste dans les ateliers de Gabriel Lory, l'ami de son futur époux. En parallèle à son activité de bibliothécaire, il est nommé, dès 1840, professeur de belles-lettres au Gymnase et, en 1842, professeur de littérature sacrée à l'Académie de Neuchâtel (aujourd'hui Université de Neuchâtel).
Lui même caricaturiste amateur, César-Henri Monvert est en correspondance avec Rodolphe Töpffer. Dessinateur agile doté d'un regard critique, ses caricatures de la vie bonne société neuchâteloise connaissent une reconnaissance posthume notamment grâce à la publication de Galerie de portraits neuchâtelois d'Éric-André Klauser.
La rumeur raconte que César-Henri Monvert, fidèle royaliste, décède des suites d'une attaque d'apoplexie subie le jour de la suppression de l'Académie par décision du nouveau gouvernement républicain.

## Publications
- Mathias Gabriel Lory et César-Henri Monvert, Souvenirs de la Suisse ou Recueil de vues remarquables pour faire suite au Voyage pittoresque de l'Oberland bernois, Neuchâtel, C.-H. Wolfrath, 1829
- Mathias Gabriel Lory, César-Henri Monvert, Isobel Willener et Marcus Bourquin, Souvenirs de la Suisse, ou Recueil de vues remarquables pour faire suite au Voyage pittoresque dans l'Oberland bernois, Neuchâtel, Imprimerie de C.-H. Wolfrath, 1829
- Mathias Gabriel Lory, César-Henri Monvert, Friedrich Wilhelm Moritz, Johann Hürlimann et Conrad Caspard Rordorf, Costumes suisses: dédiées à son Altesse Royal le Prince Royal de Prusse, Neuchâtel, Imprimerie de C.H. Wolfrath, 1824
- André Bovet (éd.) et César-Henri Monvert, « Correspondance de César Henri Monvert avec Mlle Marianne Dardel pendant l'expédition suisse en Franche-Comté (1815) », Musée neuchâtelois, Neuchâtel,‎ 1923, p. 49-60

## Sources et notes
1. ↑  Les Convert sont autorisés à transformer leur nom de famille en "Monvert" en 1787.
2. 1 2 3  Jacqueline Borel et Pierre-Arnold Borel, « Les Lory peintres et leurs amis Monvert et Droz », Annuaire / Société suisse d'études généalogiques,‎ 1992, p. 40 (lire en ligne)
3. 1 2 3 4  Michel Schlup (dir.), Biographies neuchâteloises, vol. 2 : Des Lumières à la Révolution, Hauterive, Gilles Attinger, 1998, « César-Henri Monvert, pasteur, bibliothécaire, professeur (1784-1848) », p. 217-222
4. 1 2  Maurice Perregaux, « Deux siècles de vies neuchâteloises à travers le destin d'une famille presque disparue », L'Express,‎ 28 août 1976, p. 8 (lire en ligne)
5. ↑  « Première Académie Le développement de l'instruction au début du XIXe siècle », L'Express,‎ 28 février 1997, p. 46 (lire en ligne)
6. ↑  James-Henri Bonhôte et A.-M. Jeanneret, Biographie neuchâteloise, Le Locle, E. Courvoisier, 1863 (lire en ligne)
7. ↑  Gottfried Hammann, Histoire de l'Université de Neuchâtel, vol. 1 : La première Académie, 1838-1848, Neuchâtel, Université de Neuchâtel, 1988, « César-Henri Monvert (1784-1848) », p. 349-358
8. ↑  Voir les carnets de croquis de César-Henri Monvert conservés dans le fonds d'archives de sa famille. « César-Henri Monvert ». Fonds Famille Monvert; Série : Iconographie; Cote : MONV-105-1. Bibliothèque publique et universitaire de Neuchâtel (présentation en ligne).
9. ↑  Rodolphe Töpffer et Jacques Droin (Dir.), Correspondance complète, Genève, Droz, 2002-2016 (lire en ligne)
10. ↑  MDC, « Val-de-Travers Galerie de portraitistes neuchâtelois », L'Express,‎ 31 janvier 2001 (lire en ligne)
11. ↑  « Du collège des terreaux à Félix Bovet », L'Express,‎ 24 novembre 1953, p. 4 (lire en ligne)